# أيمن صالحة
أيمن صالحة هو طبيب فلسطيني من محافظة ديرالبلح في قطاع غزة، استشهد بتاريخ 20 نوفمبر عام 2023، برفقة زوجته وأولاده الخمسة ووالديه وإخوته، إثر إستهداف مباشر لمنزلهم في المنطقة الوسطى في قطاع غزة خلال عدوان معركة طوفان الأقصى.

## حياته المهنيه
تخرج صالحة من الأكاديمية الطبية الحكومية في فارونيش من روسيا عام 1999. وعمل طبيباً متخصصاً في الجراحة العامة ورئيس قسم الجراحة في مستشفى شهداء الأقصى، وبفضل تعليمه المتقدم وخبرته الواسعة، قاد فريق الجراحة في المستشفى في ظروف صعبة وقاسية، وقد طور إستراتيجيات علاجية فعالة. استشهد أثناء أداء واجبه الطبي، تاركاً خلفه إرثاً كبيراً في مجال الجراحة.